# Dolichos longipes
Dolichos longipes är en ärtväxtart som beskrevs av Buchw. Dolichos longipes ingår i släktet Dolichos och familjen ärtväxter. Inga underarter finns listade i Catalogue of Life.